# グリーンランドサッカー協会
グリーンランドサッカー協会（Greenland Football Association）は、グリーンランドにおけるサッカー協会である。1971年に創設。FIFAとConcacafには未加盟である。

## 概要
FIFAとConcacafには加盟せず、国際フットボール連合に加盟しているため、サッカーグリーンランド代表はFIFAワールドカップ予選に参加していない。
2007年にFIFAが国際試合で人工芝の使用を許容する決定を下し、2009年6月21日にグリーンランドがそれに合わせた規約変更を行ったことで、FIFAが加盟申請を受諾する可能性があり、2022年にはConcacafに加盟申請もしている。